# Martin van Waning

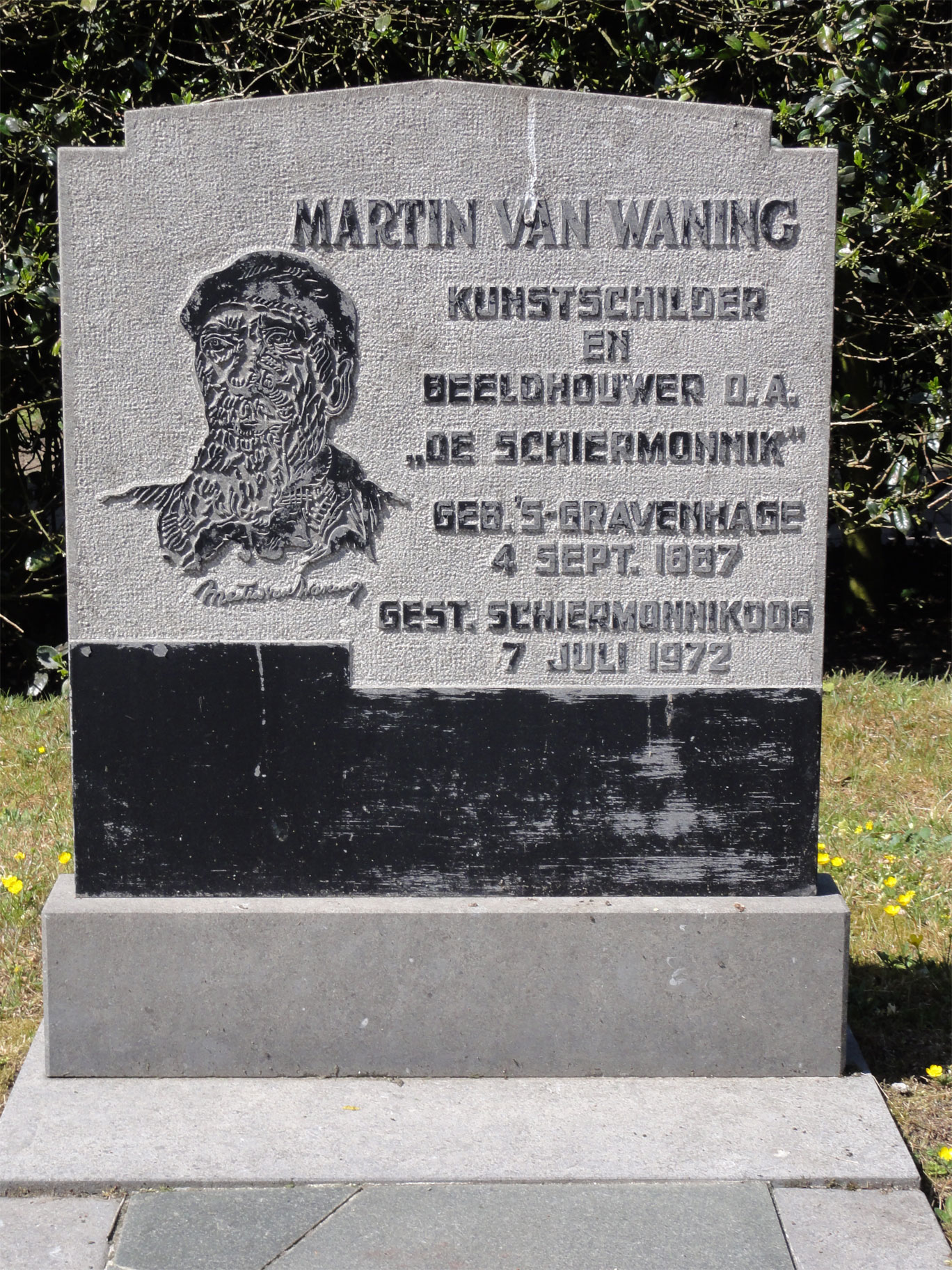
Grafmonument met zelfportret van Martin van Waning

Gijsbertus Martinus Wilhelmus Franciscus (Martin) van Waning (Den Haag, 4 september 1889 – Dokkum, 7 juli 1972) was een Nederlandse beeldhouwer en schilder.

## Leven en werk
Van Waning was een zoon van Gijsbertus Martin van Waning en Maria Cornelia Johanna Trijssenaar. Zijn vader was referendaris bij de Raad van State en was amateur-aquarelschilder, ook zijn oom Kees van Waning schilderde. Van Waning studeerde werktuigkunde in Delft, maar wijdde zich na afronding van zijn studie volledig aan het schilderen. Hij volgde lessen bij kunstenaars als Charles Dankmeijer, Jan van Rhijnnen en Willem de Zwart en trok later naar het kunstcentrum in Wiesbaden. In Duitsland ontmoette hij de Russische grootvorst Orlov en werd diens particuliere secretaris. Samen met Orlov reisde hij onder andere door Frankrijk, Italië, Spanje en Noord-Afrika. In 1917 vestigde Van Waning zich weer in Nederland en woonde eerst in Den Haag en vanaf 1925 op de Veluwe.
In 1937 verhuisde hij naar het waddeneiland Schiermonnikoog, waar hij zijn atelier vestigde in de voormalige zeevaartschool. Tijdens de Tweede Wereldoorlog werd het atelier gebombardeerd en een groot deel van zijn werk vernietigd.
In het schilderwerk van Van Waning is de invloed van de Haagse School merkbaar. Hij schilderde onder meer watergezichten en landschappen. Naast schilderen was Van Waning actief als beeldhouwer, graficus en medailleur. Van Waning is driemaal getrouwd (en gescheiden) geweest. Hij  liet drie zoons en een dochter na.

## Werken in de openbare ruimte
- Smekende handen (1955), oorlogsmonument in Kampen
- De Schiere Monnik (1961), Schiermonnikoog

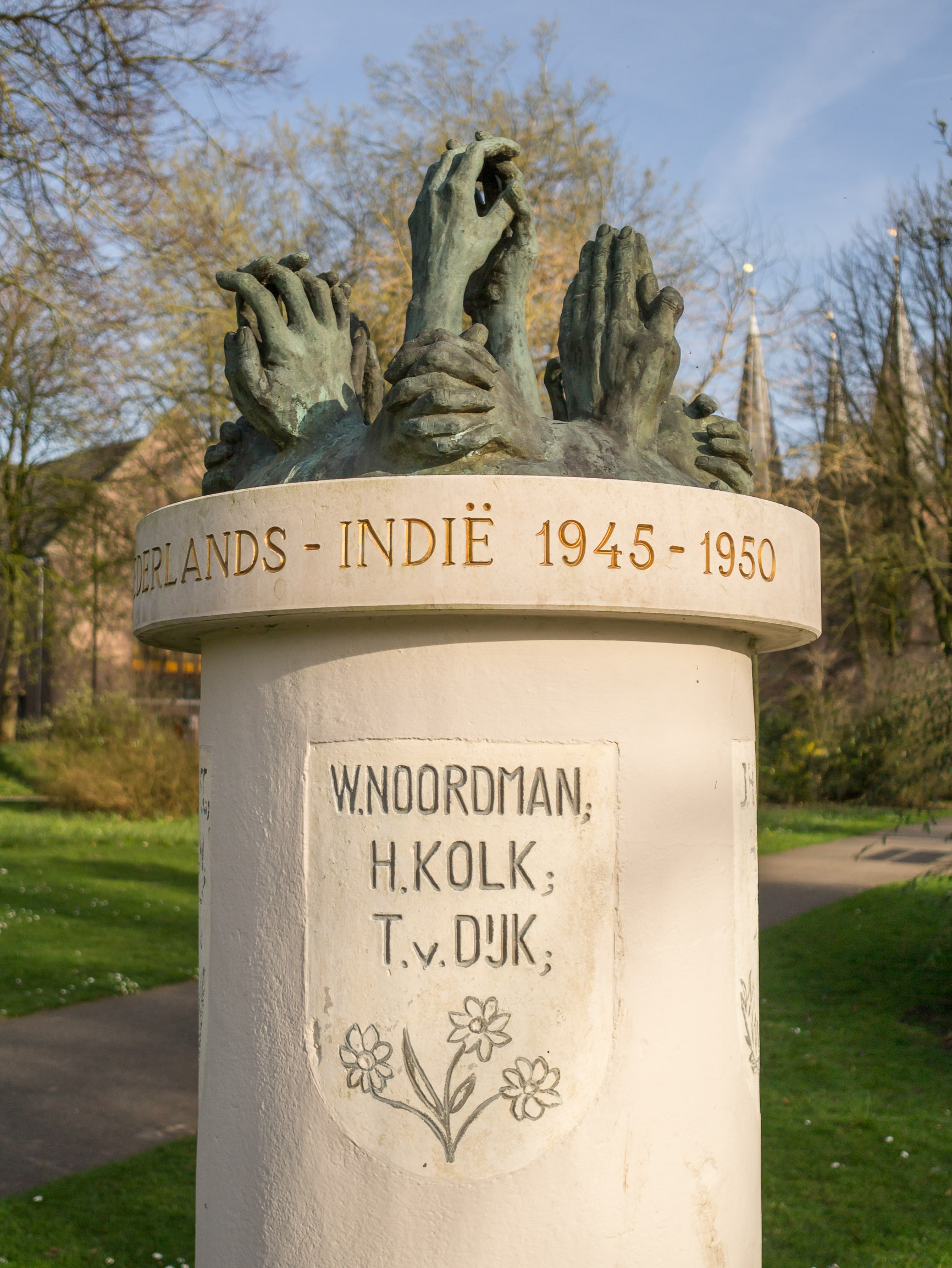
Smekende handen
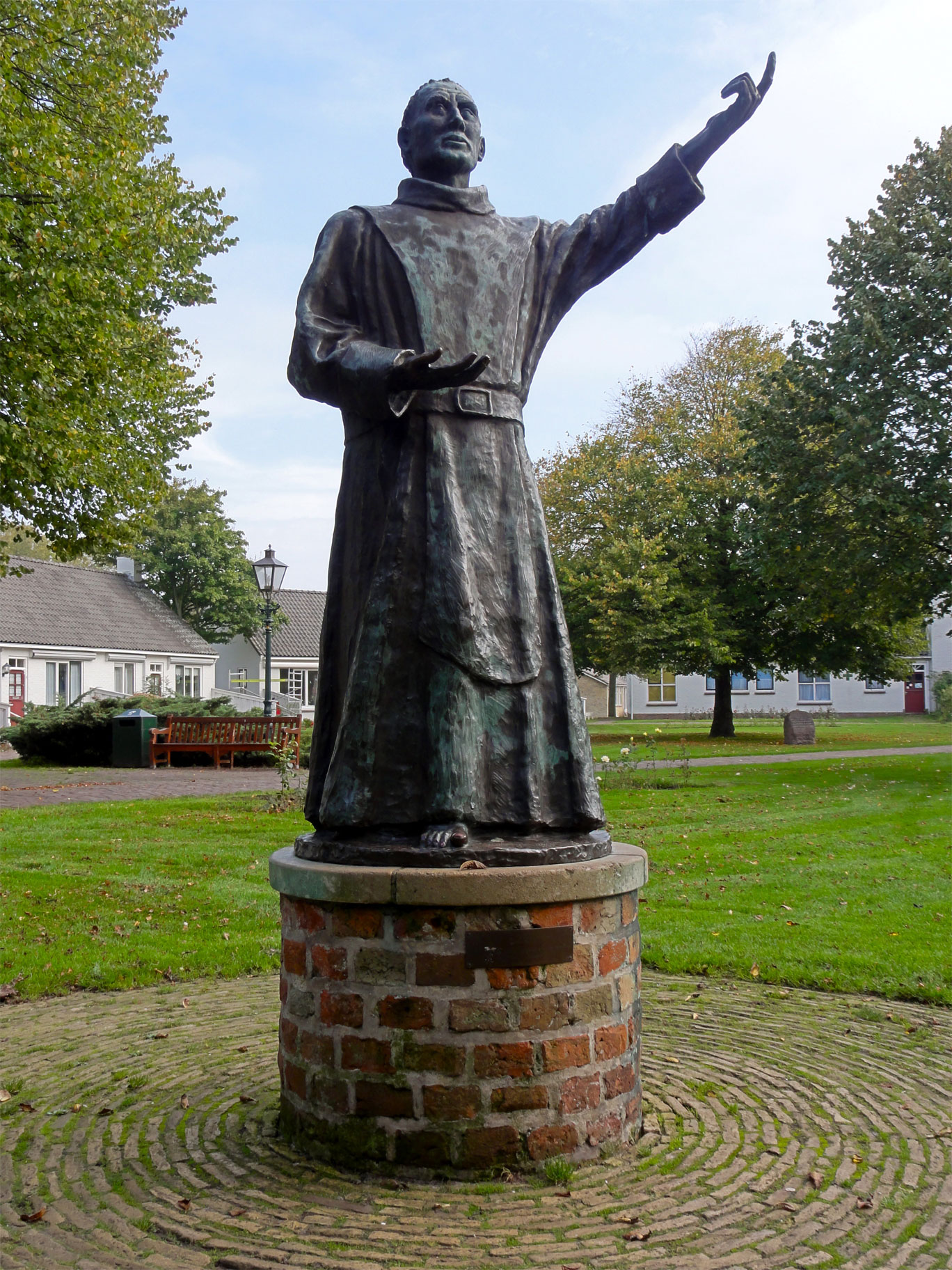
"De Schiere Monnik"

- Biografisch Portaal: 89665869
- Gemeinsame Normdatei: 1037421159
- International Standard Name Identifier: 0000 0000 2462 2040
- Library of Congress Control Number: n80151760
- Nederlandse Thesaurus van Auteursnamen: 071996613
- RKD-Nederlands Instituut voor Kunstgeschiedenis: 82817
- Système universitaire de documentation: 144488647
- Virtual International Authority File: 28384760
- WorldCat: E39PBJjMx7x3FFVXv73GjyXfMP